# NINESWING
NINESWING · ナインスイング（英語: NINESWING ENTERPRISES LTD.）は、香港特別行政区に本社を置くスポーツラグジュアリースポーツウェアの専門メーカーです。

## 会社の歴史
ナインスイング ゴルフ（英語: NINESWING  GOLF、NINESWING）は2020年に設立され、スポーツウェア製品の投稿は日本のアマチュアゴルファー、例えば、当社のInstagramの公式アカウントで青島健吾、鈴木貴也によって紹介されています。 
世界のアマチュアゴルフランキング®（WAGR®）は、エリートアマチュアプレーヤーの女性ランキング（WWAGR®）と男性ランキング（MWAGR®）で構成され、ゴルフのグローバルサービスとしてR＆Aおよび全米ゴルフ協会から提供されています。 。 WAGR®は、アマチュアイベントとプロイベントの両方を世界規模で組み込み、評価することにより、競争ゲームの国際的な発展を奨励しています。

## スポーツラックス製品
パフォーマンス・高級・執着力・ナインスイングゴルフは、ゴルファーの服装やゴルフスイングの上手さを変えるだけでなく、スポーツウェアの着るものに対する考え方も変えたことで、ゴルファーの人生の成功を象徴しています。
- ポロシャツ[5][6]
- Tシャツ
- パンツ
- デビスカップ